# Frederik Harhoff
Frederik Harhoff (Kopenhagen, 27 mei 1949) is een Deens jurist. Hij begon zijn loopbaan als advocaat en doceerde vervolgens internationaal recht aan de Universiteit van Kopenhagen. In 2001 was hij kortstondig rechter van een gerechtshof in Denemarken. Sinds 2007 is hij rechter van het Joegoslavië-tribunaal.

## Biografie
Harhoff behaalde in 1977 zijn graad van Meester in de rechten aan de Universiteit van Kopenhagen en begon zijn loopbaan een jaar later in de advocatuur. Twee jaar later werd hij wetenschappelijk medewerker aan de universiteit en in de loop van de jaren klom hij op tot universitair docent. In 1988 was hij gasthoogleraar aan de McGill-universiteit in Montreal. In 1993, promoveerde hij tot doctor met een proefschrift over het recht van zelfbeschikking voor inheemse volken binnen het internationaal recht.
Van 1996 tot 1998 was hij in dienst van het Rwanda-tribunaal in Arusha in Tanzania. Verder ondernam hij naast zijn loopbaan tal van andere activiteiten binnen het internationale recht. Zo was hij in juli van 1998 lid van de Deense delegatie die in Rome de oprichting bekrachtigde van het Internationale Strafhof. In 2001 diende hij rond negen maanden als rechter van een Oost-Deens gerechtshof en van 2002 tot 2004 gaf hij juridische trainingen aan rechters, aanklagers en advocaten in Kroatië en Bosnië en Herzegovina. Vanaf 1980 schreef hij een groot aantal artikelen en in 2004 publiceerde hij een tekstboek over internationaal recht.
Sinds 2007 is hij rechter ad litem van het Joegoslavië-tribunaal in Den Haag. Hier werd hij op de zaak gezet tegen de Bosnisch-Servische commandant Dragomir Milošević. In juni 2013 lekte een e-mail van hem uit, waarin hij de politieke druk hekelde die op hem en de andere rechters zou worden gelegd en waarbij hij de vrijspraak in hoger beroep van de Kroatische generaals Ante Gotovina en Mladen Markač in verband bracht met de druk van de Amerikaanse regering op de Amerikaanse rechter-president Theodor Meron. Beide generaals waren in 2011 nog veroordeeld tot respectievelijk vierentwintig en achttien jaar gevangenisstraf.